# Harry Goaz
Harry Goaz, ursprungligen Harry Preston King, född 27 december 1960 i Jacksonville, North Carolina, är en amerikansk skådespelare. Han är mest känd för rollerna som poliskonstapeln Andy Brennan i TV-serien Twin Peaks (1990–1991, 2017) och som Sergeant Knight i barnprogrammet Spökstan (1991–1992).